# Locomotora Crampton

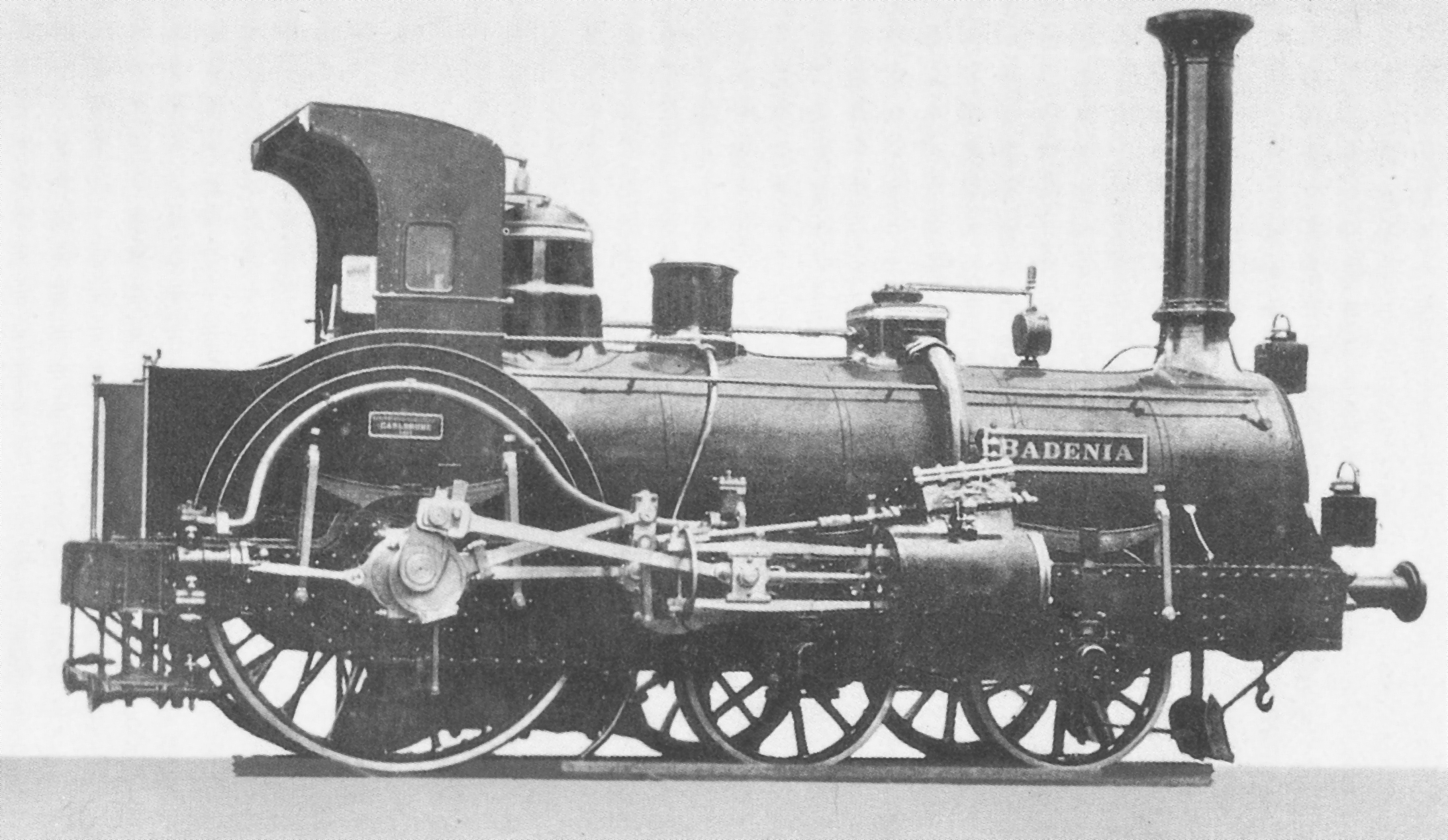
Locomotora Crampton alemana "Badenia"

Una locomotora Crampton es un tipo de locomotora de vapor diseñada por Thomas Russell Crampton y construida por varias firmas desde 1846. Los principales constructores británicos fueron Tulk and Ley y Robert Stephenson and Company.
Características notables fueron una caldera baja y grandes ruedas motrices. La esencia de la patente Crampton era que el único eje motor estaba ubicado detrás del hogar, lo que permitía utilizar ruedas motrices muy grandes. Esto también ayudaba a mantener el centro de gravedad bajo, haciendo posible circular en forma segura a velocidad elevada en vías que no eran de trocha muy ancha. La disposición de las ruedas era normalmente 4-2-0 o 6-2-0.

## Variantes
Debido a que el único eje motor está detrás del hogar, las locomotoras Crampton normalmente utilizan cilindros externos. Sin embargo, se construyeron algunas versiones con cilindros internos, usando transmisión indirecta. Los cilindros accionaban un cigüeñal ubicado al frente del hogar y este a su vez accionaba las ruedas motrices por medio de bielas externas. Algunas locomotoras tanque 0-4-0 también usaron este sistema de cigüeñal. La bomba de alimentación de la caldera a menudo era accionada por el cigüeñal debido a que muchas Crampton fueron construidas antes que se inventara el inyector.
Otra peculiaridad en las locomotoras Crampton era el uso de una caldera de sección oval, para bajar el centro de gravedad. Hoy se considera una mala práctica de ingeniería debido a que la presión interna tiende a deformar la caldera en una forma circular, incrementando el riesgo de fatiga del metal.

## Usos

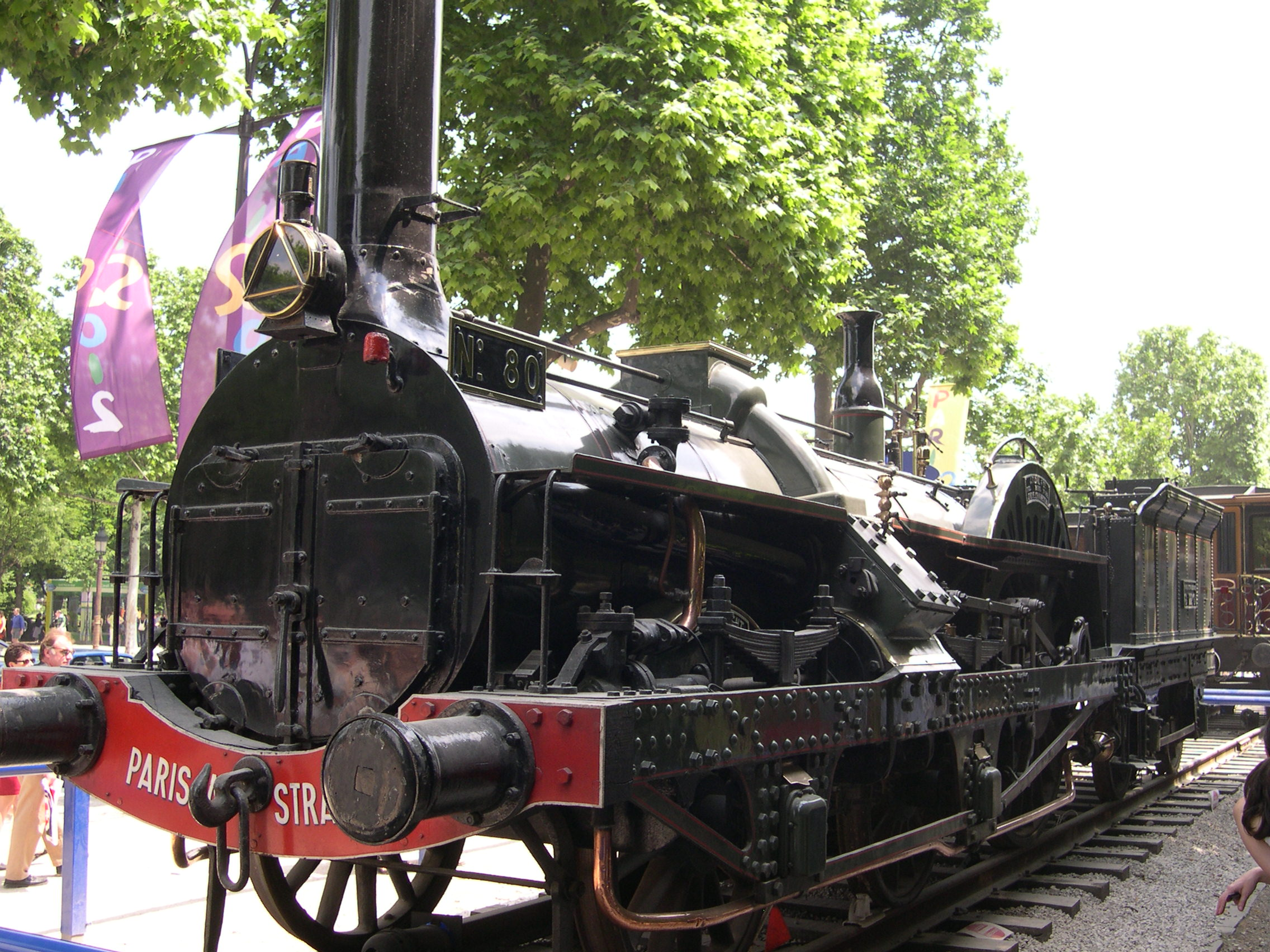
Locomotora Crampton francesa preservada.

Las locomotoras Crampton fueron usadas por algunos ferrocarriles británicos y se alcanzaron velocidades de hasta 120 km/h en el London and North Western Railway. Fueron más populares en Francia, sur de Alemania y en Estados Unidos.
En Francia, la expresión "prendre la Crampton" significa tomar un tren expreso. Dos ilustres personalidades estuvieron directamente implicadas en la generalización del uso de las locomotoras Crampton en este país: el industrial Jean-François Cail, quien adquirió los derechos de la patente Crampton para Francia en 1848, y el ingeniero Jules Petiet, desde su puesto de Ingeniero Jefe de la compañía del Chemin de Fer du Nord. Uno de los ejemplares franceses está preservado en el Cité du train (el museo de los ferrocarriles franceses) en Mulhouse y se mantiene en condiciones de funcionamiento. Es el número 80 de los Chemin de Fer de l'Est, en la línea Paris-Estrasburgo, la cual es llamada "Le Continent".

## Lista de locomotoras
La cantidad aproximada de locomotoras tipo Crampton construidas en Europa fue:
- Gran Bretaña 51
- Francia 127
- Alemania 135

Lista de locomotoras Crampton construidas en Gran Bretaña:
Construidas por: Tulk and Ley, todas tipo 4-2-0:
| Fecha | N° del constructor | Ferrocarril                   | Nombre/N°  | Notas  |
| ----- | ------------------ | ----------------------------- | ---------- | ------ |
| 1846  | 10                 | Namur and Liege Railway       | Namur      | (1)    |
| 1846  | 11                 | Namur and Liege Railway       | Liege      | (1)    |
| 1847  | 12                 | LNWR                          | 200 London | (2)(3) |
| 1847  | 14                 | D&P&AJR                       | Kinnaird   | (4)    |
| 1847  | 13                 | South Eastern Railway         | 81         |        |
| 1847  | 15                 | South Eastern Railway         | 83         |        |
| 1847  | 16                 | South Eastern Railway         | 85         |        |
| 1854  | 17                 | Maryport and Carlisle Railway | 12         |        |

Notas
1. La Namur fue probada por más de 3700 km en el Grand Junction Railway y finalmente fue comprada por el SER,[1] registrando velocidades de hasta 100 km/h. La entrega de la Liege a Bélgica fue retrasada, y su destino final es incierto.
2. El LNWR obtuvo otras dos locomotoras tipo Crampton: la Courier, 4-2-0, construida en los Crewe Works en 1847 y la Liverpool, 6-2-0, construida por Bury, Curtis and Kennedy.
3. LNWR N° 200 London, con caldera y cilindros más grandes que la Namur. Posteriormente reconstruida como una 0-4-2.[1]
4. Dundee and Perth and Aberdeen Junction Railway, absorbido por el Scottish Central Railway en 1863

Construidas por: Robert Stephenson and Company

Robert Stephenson and Company construyó varias locomotoras tipo Crampton para el South Eastern Railway y el London, Chatham and Dover Railway. Todas fueron del tipo 4-2-0 con cilindros internos y transmisión indirecta. Los cilindros accionaban un cigüeñal ubicado al frente del hogar y éste a su vez accionaba las ruedas motrices por medio de bielas externas.
| Fecha | N° del constructor | Ferrocarril                       | Nombre/N°     | Notas |
| ----- | ------------------ | --------------------------------- | ------------- | ----- |
| 1851  | 785                | South Eastern Railway             | 134           |       |
| 1851  | 786                | South Eastern Railway             | 135           |       |
| 1851  | 787                | South Eastern Railway             | 136 Folkstone | (1)   |
| 1851  | 788                | South Eastern Railway             | 137           |       |
| 1851  | 789                | South Eastern Railway             | 138           |       |
| 1851  | 790                | South Eastern Railway             | 139           |       |
| 1851  | 791                | South Eastern Railway             | 140           |       |
| 1851  | 792                | South Eastern Railway             | 141           |       |
| 1851  | 793                | South Eastern Railway             | 142           |       |
| 1851  | 794                | South Eastern Railway             | 143           |       |
| 1851  |                    | Prussian Eastern Railways         | England       |       |
| 1851  |                    | Prussian Eastern Railways         |               |       |
| 1851  |                    | Prussian Eastern Railways         |               |       |
| 1851  |                    | Prussian Eastern Railways         |               |       |
| 1851  |                    | Prussian Eastern Railways         |               |       |
| 1851  |                    | Prussian Eastern Railways         |               |       |
| 1862  | 1381               | London, Chatham and Dover Railway | Coquette      | (2)   |
| 1862  | 1382               | London, Chatham and Dover Railway | Echo          | (2)   |
| 1862  | 1383               | London, Chatham and Dover Railway | Flirt         | (2)   |
| 1862  | 1384               | London, Chatham and Dover Railway | Flora         | (2)   |
| 1862  | 1385               | London, Chatham and Dover Railway | Sylph         | (2)   |

Notas:

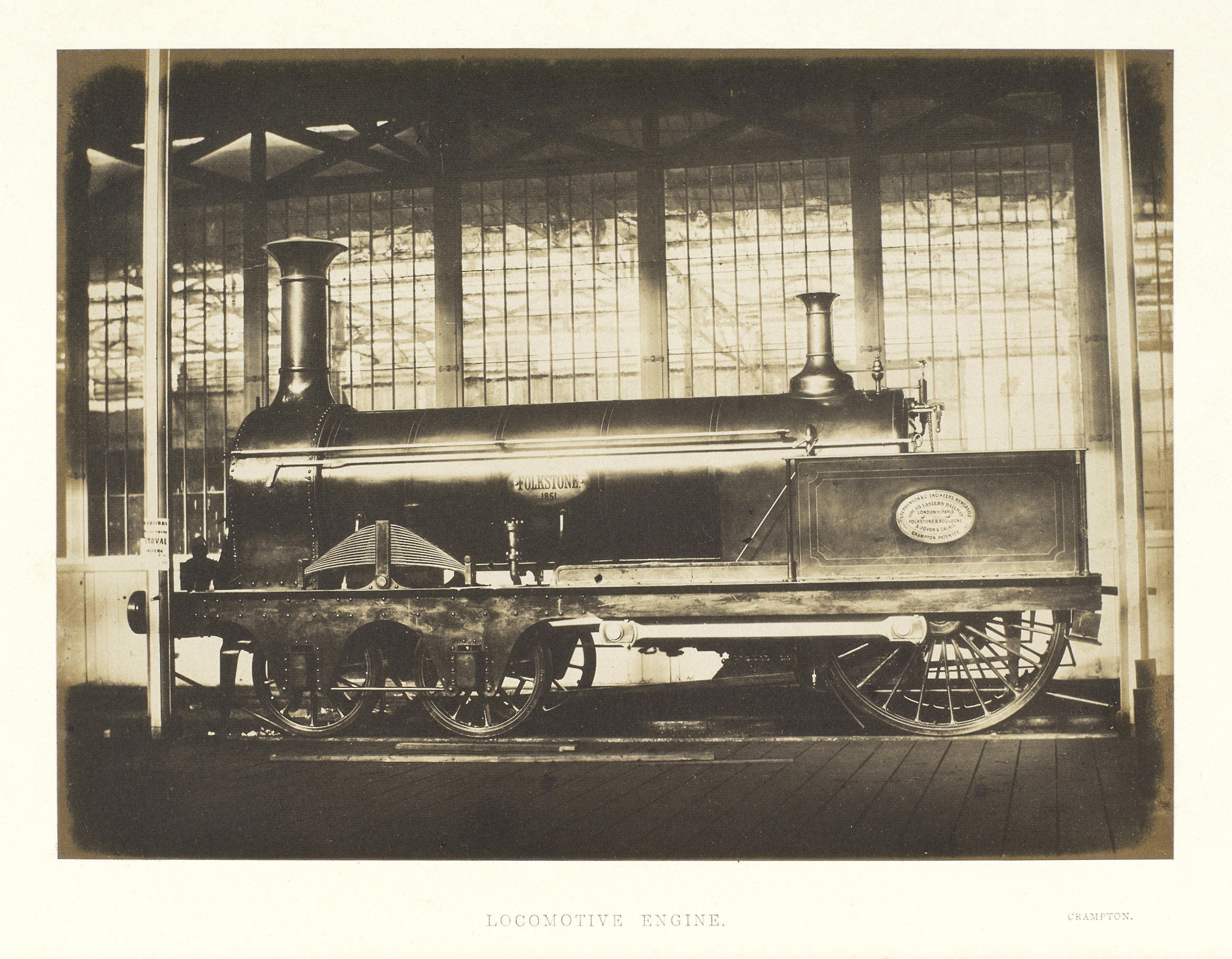
N° 136 Folkstone en la Gran Exposición, 1851.

1. El nombre debería leerse Folkestone pero fue mal escrito en la placa. Esta locomotora fue exhibida en la Gran Exposición de 1851.  Las ruedas portantes tienen 1,07 m de diámetro y las motrices 1,83 m de diámetro, cilindros de 38 cm x 56 cm y un peso de 26¼ toneladas.[3]
2. LCDR clase Echo; fueron reconstruidas como 4-4-0 convencionales en 1865–1866[4]. No tuvieron numeración hasta 1874.

Construidas por: Bury, Curtis and Kennedy, todas 4-2-0 excepto la Liverpool que era 6-2-0.
| Fecha | N° del constructor | Ferrocarril           | Nombre/N° | Notas |
| ----- | ------------------ | --------------------- | --------- | ----- |
| 1848  | 355                | LNWR                  | Liverpool | (1)   |
| 1848  | ?                  | South Eastern Railway | 68        |       |
| 1848  | ?                  | South Eastern Railway | 69        |       |
| 1848  | ?                  | South Eastern Railway | 72        |       |
| 1848  | ?                  | South Eastern Railway | 74        |       |
| 1848  | ?                  | South Eastern Railway | 75        |       |
| 1848  | ?                  | South Eastern Railway | 78        |       |

1. Liverpool, 6-2-0, construidas por Bury, Curtis and Kennedy números 355/1848. Ruedas motrices de 2,44 m de diámetro, hogar con un área de 2 m², una superficie de calentamiento de 213 m², presión de caldera 8,4 bar, cilindros de 46 cm x 61 cm). La locomotora recibió una Medalla de Oro en la Gran Exposición de 1851.[1][5]

Construidas por: E. B. Wilson and Company
| Fecha | N° del constructor | Ferrocarril              | Nombre/N° | Notas |
| ----- | ------------------ | ------------------------ | --------- | ----- |
| 1847  | ?                  | North British Railway    | 55        | (1)   |
| 1847  | ?                  | Eastern Counties Railway | 108       |       |
| 1847  | ?                  | Eastern Counties Railway | 109       |       |
| 1847  | ?                  | Eastern Counties Railway | 110       |       |
| 1847  | ?                  | Eastern Counties Railway | 111       |       |
| 1847  | ?                  | Eastern Counties Railway | 112       |       |
| 1847  | ?                  | Aberdeen Railway         | 26        |       |
| 1847  | ?                  | Aberdeen Railway         | 27        |       |

1. Remolcó el Tren Real en 1850, retirada del servicio en 1907.[2]

Construidas por: R and W Hawthorn 4-4-0ST
| Fecha | N° del constructor | Ferrocarril       | Nombre/N°    | Notas |
| ----- | ------------------ | ----------------- | ------------ | ----- |
| 1857  | -                  | East Kent Railway | 62 Lake      | (1)   |
| 1857  | -                  | East Kent Railway | 59 Sondes    | (1)   |
| 1858  | -                  | East Kent Railway | 63 Faversham | (1)   |
| 1858  | -                  | East Kent Railway | 64 Chatham   | (1)   |
| 1858  | -                  | East Kent Railway | 61 Crampton  | (1)   |
| 1858  | -                  | East Kent Railway | 63 Faversham | (1)   |

1. Reconstruida como Clase Kirtley F 2-4-0T en 1865[6]

Construidas por: fabricantes varios
| Constructor                        | Fecha | N° del constructor | Ferrocarril                                         | Nombre/N°  | Notas |
| ---------------------------------- | ----- | ------------------ | --------------------------------------------------- | ---------- | ----- |
| Nasmyth, Gaskell and Company       | 1846  | ?                  | South Eastern Railway                               | 92         | (1)   |
| Crewe Works                        | 1847  | ?                  | LNWR                                                | Courier    |       |
| Kitson and Company                 | 1848  | ?                  | Midland Railway                                     | 130        |       |
| Kitson and Company                 | 1848  | ?                  | Midland Railway                                     | 131        |       |
| Timothy Hackworth                  | 1848  | ?                  | LB&SCR                                              | 56         |       |
| Timothy Hackworth                  | 1848  | ?                  | LB&SCR                                              | 58         |       |
| A. Horlock & Co.                   | 1848  |                    | Padarn Railway                                      | Fire Queen | (2)   |
| A. Horlock & Co.                   | 1848  |                    | Padarn Railway                                      | Jenny Lind |       |
|                                    | 1848  |                    | Chemin de fer du Nord                               |            |       |
| R. B. Longridge and Company        | 1851  | ?                  | Great Northern Railway                              | 200        | (3)   |
|                                    | 1855  |                    | Chemins de fer de Paris à Lyon et à la Méditerranée |            | (4)   |
|                                    | 1855  |                    | Chemin de fer du Nord                               | 162 Alma   | (5)   |
| Maschinenbaugesellschaft Karlsruhe | 1863  |                    | Baden State Railway                                 | Phoenix    | (6)   |

Notas:
1. Originalmente construida como 2-2-2, reconstruida como Crampton 2+2-2–0 en diciembre de 1848.[7]
2. Locomotoras 0-4-0, trocha de 1.219 mm, la Fire Queen se encuentra preservada en el Penrhyn Castle Railway Museum. Jenny Lind debe su nombre a la cantante de ópera, amiga de Louisa, la esposa de Crampton.
3. Las fuentes difieren en cuantas locomotoras Crampton construyó Longridge para el Great Northern Railway. La N° 200 fue convertida de 4-2-0 al convencional 2-2-2. Hay nueve locomotoras 2-2-2 similares numeradas 91 al 99 y es incierto si fueron construidas como 2-2-2 o fueron conversiones de 4-2-0 como la N° 200.
4. 40 locomotoras construidas para el PLM entre 1855 and 1864.[8]
5. Una locomotora 6-2-0, convertida al sistema Petiet en la década de 1860, fue retirada y desguazada en 1873.[9]
6. En servicio hasta 1903, tenía 12,9 m de largo, velocidad máxima de 120 km/h, un peso de 28½ toneladas. Está preservada en el Deutsches Bundesbahn Museum, Núremberg.[10]